# Hans-Peter Goettsche
Hans-Peter Goettsche (* 14. Oktober 1927 in Hamburg; † 17. Juni 2018) war ein deutscher Bildhauer.

## Leben und Werk

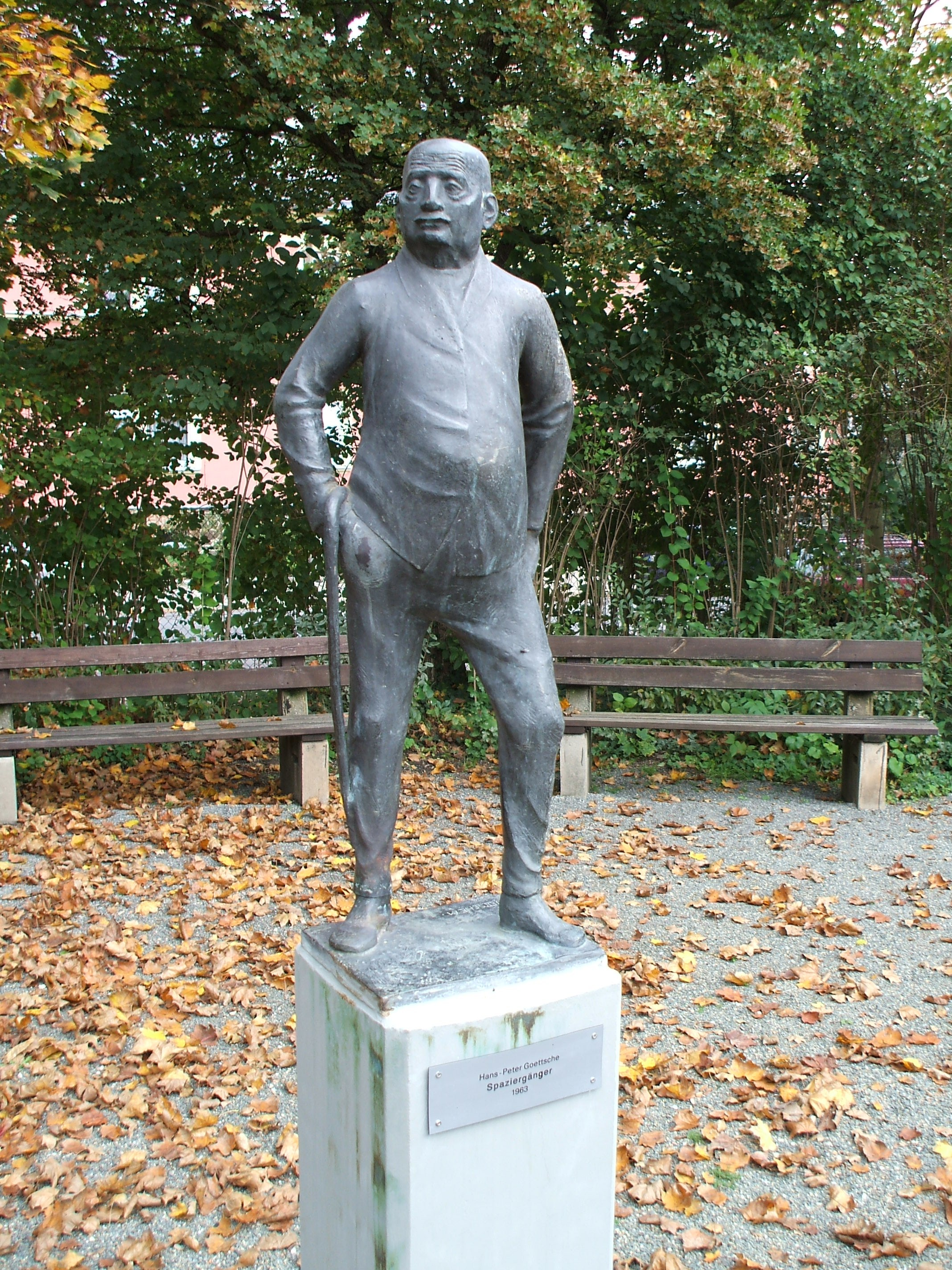
Spaziergänger, 1963, im Dahliengarten in Gera

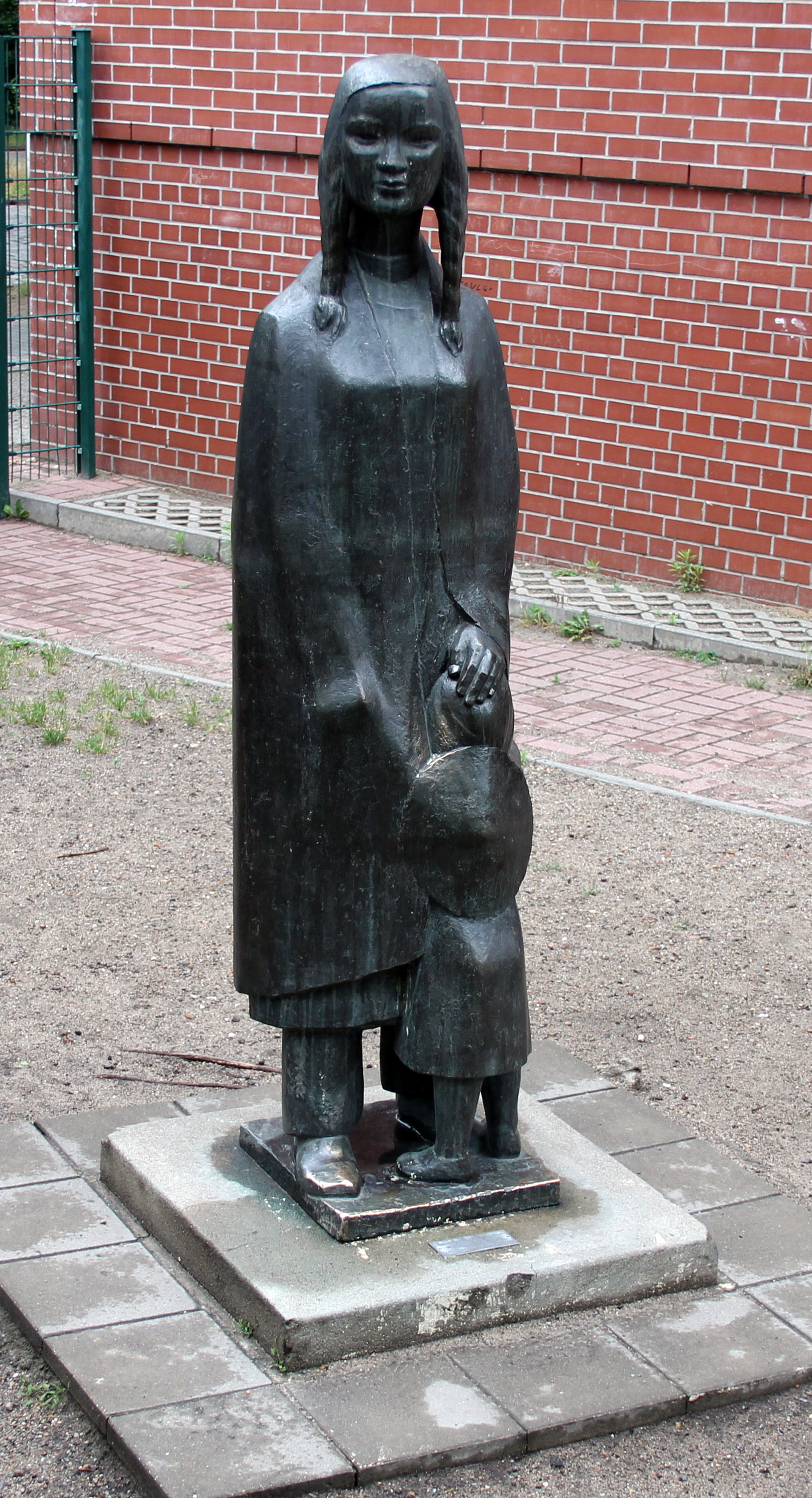
Vietnamesische Mutter mit Kind, 1972, Friedrichshagener Grundschule

Goettsche erlebte seine Kinder- und Jugendjahre in schwierigen wirtschaftlichen Verhältnissen der Familie. Er wurde mehrmals umgeschult und begann 1941 eine Lehre als Holzbildhauer. 1944 kam er als Flakhelfer zum Volkssturm, wo er eine Kopfverletzung erlitt. Kurz vor Kriegsende floh er über die Elbe nach Magdeburg. Er geriet in US-amerikanische Gefangenschaft und kam in das Kriegsgefangenenlager in den Rheinwiesen. 1945 wurde er nach Hamburg entlassen. Er schloss dort seine Lehre ab und absolvierte anschließend noch eine Ausbildung zum Steinmetz. In dieser Zeit restaurierte er auch Figuren in der kriegszerstörten Hauptkirche St. Jacobi. 1948 begann Goettsche ein Studium bei Edwin Scharff an der Landeskunstschule Hamburg.
1951 war er Sprecher einer der Jugendgruppen, die gegen die Nutzung der Insel Helgoland als Bombenabwurfplatz protestierten. Er wurde auf der Insel festgenommen, von einem britischen Militärgericht in Lübeck im Schnellverfahren zu drei Monate Haft ohne Bewährung verurteilt und von der Landeskunstschule exmatrikuliert. Daraufhin wurde Goettsche von der Akademie der Künste der DDR eingeladen. Deshalb ging er nach Ostberlin, wo er dann bis 1955 Meisterschüler von Gustav Seitz an der Akademie war. Ab 1955 lebte und arbeitete er in Berlin-Köpenick als freischaffender Bildhauer. Er schuf insbesondere in Berlin, aber auch in anderen Städten, u. a. Gera, Leipzig und Wismar, eine bedeutende Anzahl von Statuen im öffentlichen Raum und baubezogene Werke, Kleinplastiken, Plaketten und Reliefs. Allein die Liste der Denkmale und Plastiken des Berliner Bezirks Treptow-Köpenick verzeichnete 2004 neun Werke. Goettsche hatte eine Anzahl von Einzelausstellungen und Ausstellungsbeteiligungen, u. a. an den Deutschen Kunstausstellungen bzw. Kunstausstellungen der DDR in Dresden 1958/1959, 1962/1963, 1967/1968 und 1972/1973.
2018 zog Goettsche mit seiner Frau zu ihrer Tochter, der Keramikerin Thudes Zander (* 1953) nach Hinter Bollhagen.
Goettsche war langjährig eng mit dem Autor James Krüss befreundet, mit dem er 1961 das Kinderbuch „Tetjus Timm. Die abenteuerliche Chronik seines Lebens zu Wasser, zu Lande und in der Luft“ schuf.

## Darstellung Goettsches in der bildenden Kunst
- Christian Borchert Hans-Peter Goettsche vor einer seiner Plastiken (Fotografie, 1975)[2]

## Werke (Auswahl)
- Gegen den Atomtod (Zyklus von sieben Figuren; Gips; ausgestellt 1958/1959 auf der Vierten Deutschen Kunstausstellung)[3]
- Spaziergänger (Bronze, 1963; Gera, Dahliengarten)[4]
- Mühle (Figurengruppe, Bronze; 1965; Gera Spielplatz Meta-Böhnert-Platz)[5]
- Bulldogge (Bronze, 1965; ausgestellt 1967/1968 auf der VI. Deutschen Kunstausstellung)[6]
- Stehendes Mädchen (Bronze, 1966/1967; ausgestellt 1972/1973 auf der VII. Deutschen Kunstausstellung)[7]
- Vietnamesische Mutter mit Kind (Skulptur mit Thema Vietnamesen in Deutschland für die Ho-Chi-Minh-Schule in Berlin, 1972)[8]
- Mütterfries (Figurengruppe, Bronze, 1977; Wismar)[9]

## Einzelausstellungen (Auswahl)
- 1965 Hamburg, Glasgang des Kunsthauses (Berufsverband bildender Künstler Hamburgs)
- 1966 Zürich, Galerie Bürdeke